# Geraint Jennings
Geraint Jennings né le 13 mai 1966 à Saint-Hélier dans l'île de Jersey, est un linguiste, professeur, journaliste et homme politique.

## Biographie
Geraint Jennings a étudié à Saint-Hélier dans le collège Victoria, puis dans le Christ's Hospital, un internat situé dans le Sussex de l'Ouest en Angleterre. Il obtint le diplôme Tisol (diplôme d'enseignement de l'anglais pour les étrangers). Il se passionne pour les langues et parle le jersiais, le français et le russe.
Geraint Jennings est professeur de jersiais. Il est également un membre important et très actif de la Société Jersiaise. Il est le fondateur du site Internet Les Pages Jèrriaises dont il est un des principaux administrateurs pour la maintenance du site.
Geraint Jennings est également journaliste pour le quotidien Jersey Evening Post. Il contribue notamment à la rubrique quotidienne en jersiais.
En 2007, il gagne le premier prix pour "La meilleure nouvelle en langue normande" lors de la "Fête Nouormande" de Bricquebec pour son récit intitulé  "La frontchièthe".  Il remporte de nouveau le premier prix en 2008 pour son roman intitulé "Feu et feunmée" .
En 1996, il est élu comme membre du Comité des chemins de la paroisse de Saint-Hélier. Il fut réélu en 1999, 2002 et 2005.
Bien qu'il n'ait jamais été élu au parlement national des États de Jersey, il s'est présenté aux élections comme adjoint d'une élection partielle en 1992 à Trinité.
Il participa à l'élection sénatoriale de 1993 dans le Parti Vert avec Stuart Syvret et a obtenu  2.793 voix. et de nouveau en novembre 1996 où il obtint 568 voix.
Depuis 2012, Geraint Jennings participe par ses traductions en langue jersiaise au groupe de musique traditionnelle Badlabecques. Il fut également par ailleurs le traducteur de nombreux ouvrages notamment de l'anglais vers le nouormand pour "Alice in Wonderland" de Lewis Caroll et du français vers le nouormand pour "La blanche nef", roman graphique de Franck K. Lehodey, en 2011.